# حمید نجفی‌راد
حمید نجفی راد تدوین‌گر ایرانی است. او برای فیلم علفزار توانست سیمرغ بلورین بهترین تدوین چهلمین دوره جشنواره فیلم فجر را بدست آورد.
او همچنین برای فیلم شنای پروانه توانست سیمرغ بلورین بهترین تیزر و آنونس تبلیغاتی را در سی و نهمین دوره جشنواره فیلم فجر کسب کند.

## فیلم شناسی
- بدرود بغداد (۱۳۸۸)
- خواب است پروانه ( ۱۳۸۹)
- لاک قرمز (۱۳۹۴)
- شبی که ماه کامل شد (۱۳۹۷)
- سگ‌بند (۱۳۹۸)
- علفزار (۱۴۰۰)
- دسته دختران (۱۴۰۰)
- مجنون (۱۴۰۲)
- آدم فروش (۱۴۰۲)
- آنتیک (۱۴۰۳)

## جوایز
| سال  | جشنواره                     | بخش                          | اثر         | نتیجه | جایزه        | منبع  |
| ---- | --------------------------- | ---------------------------- | ----------- | ----- | ------------ | ----- |
| ۱۴۰۰ | چهلمین جشنواره فیلم فجر     | بهترین تدوین                 | علفزار      | برنده | سیمرغ بلورین | [ ۴ ] |
| ۱۳۹۹ | سی و نهمین جشنواره فیلم فجر | بهترین تیزر و آنونس تبلیغاتی | شنای پروانه | برنده | سیمرغ بلورین | [ ۵ ] |